# Цецилія Пауліна
Божественна Цецилія Пауліна (лат. Caecilia Paulina, ? —236) — римська імператриця у 235–236 роках.

## Життєпис
Про дату народження та походження Пауліни нічого не відомо. Вийшла заміж за майбутнього імператора Максиміна, коли той розпочинав військову кар'єру. У 235 році, коли останній здобув вищу владу, Пауліна отримала титул августи. Втім на початку 236 року вона померла. За легендою, відзначалася доброю вдачею, намагалася пом'якшити характер чоловіка, запобігти численним стратам.

## Родина
- син Вер Максим (д/н—236)